# Sebastian Żydowski
Sebastian Żydowski (Lidvinski) (falecido em 1560) foi um prelado católico romano que serviu como bispo auxiliar de Gniezno de 1541 a 1560.

## Biografia
No dia 27 de Agosto de 1541, Sebastian Żydowski foi nomeado durante o papado de Clemente VII como Bispo Auxiliar de Gniezno e Bispo Titular de Athyra. Não se sabe por quanto tempo serviu como Bispo Auxiliar de Gniezno.